# Vlasta Seifertová
 Vlasta Seifertová, później Skružná, z domu Přikrylová (ur. 1 lipca 1943 w Pradze) – czeska lekkoatletka. W czasie swojej kariery reprezentowała Czechosłowację.
Była wszechstronną lekkoatletką. W wieku 17 lat wystąpiła na igrzyskach olimpijskich w 1960 w Rzymie, gdzie odpadła w kwalifikacjach skoku w dal.
Zdobyła srebrny medal w skoku w dal na uniwersjadzie w 1963 w Porto Alegre, przegrywając jedynie z Tatjaną Szczełkanową ze Związku Radzieckiego. Na mistrzostwach Europy w 1966 w Budapeszcie odpadła w półfinale biegu na 80 metrów przez płotki, a sztafeta 4 × 100 metrów w składzie: Eva Lehocká, Eva Kucmanová, Přikrylová i Alena Hiltscherová odpadła w eliminacjach.
Zdobyła dwa srebrne medale na europejskich igrzyskach halowych w 1967 w Pradze w biegu na 50 metrów przez płotki (pokonała ją tylko Karin Balzer z NRD) i w sztafecie 4 × 1 okrążenie (w składzie: Eva Putnová, Seifertová, Kucmanová i Lehocká). Na kolejnych europejskich igrzyskach halowych w 1968 w Madrycie zdobyła srebrny medal w sztafecie 1+2+3+4 okrążenia (w składzie: Putnová, Seifertová, Libuše Macounová i Emília Ovádková), a także odpadła w półfinale biegu na 50 metrów przez płotki.
Seifertová zdobyła wiele medali mistrzostw Czechosłowacji:
- bieg na 100 metrów – złoto w 1962 i 1965; srebro w 1963 i 1971; brąz w 1970
- bieg na 200 metrów – złoto w 1967 i 1971; brąz w 1970
- bieg na 400 metrów – złoto w 1972
- bieg na 80 metrów przez płotki – złoto w 1967
- bieg na 200 metrów przez płotki – złoto w 1971; srebro w 1970
- sztafeta 4 × 100 metrów – złoto w 1960, 1962, 1963 i 1966; brąz w 1967
- sztafeta 4 × 400 metrów – złoto w 1971 i 1972
- skok w dal – złoto w 1960, 1962, 1963 i 1964; brąz w 1966
- pięciobój – złoto w 1964; srebro w 1963
- bieg na 300 metrów (hala) – srebro w 1973[6].

Wielokrotnie poprawiała rekordy Czechosłowacji:  w biegu na 200 metrów do wyniku 24,3 s (21 lipca 1963 w Pradze), w biegu na 80 metrów przez płotki do czasu 10,8 s (9 sierpnia 1964 w Kijowie), w skoku w dal do wyniku 6,47 m (14 lipca 1963 w Hradcu Králové, wówczas 2. wynik na świecie), w pięcioboju do wyniku 4551 pkt (30 sierpnia 1964 w Czeskich Budziejowicach) i w sztafecie 4 × 100 metrów do wyniku 45,4 s (30 września 1967 w Koszycach).